# E樂
Singtel TV e乐（英語：Singtel TV e-Le）是新加坡电信旗下的Singtel TV擁有的收費電視頻道，主要播出來自中國大陸、台灣、日本和韓國的節目。该频道设有中文及英文字幕，其此頻道屬於免費頻道。
本頻道在2018年10月7日14:30(GMT+8)開播，首個節目為2018中國好聲音馬拉松。

## 現時播出黃金時段節目
| 日期       | 播出時间    | 播出類型                    | 现时节目       | 备注       |
| ---------- | ----------- | --------------------------- | -------------- | ---------- |
| 星期一至五 | 20:00-21:00 | 綜藝節目                    | 全民星攻略     | 5月20日起  |
| 星期一至四 | 22:00-23:00 | 中國電視劇                  | 動物管理局     | 9月18日起  |
| 星期一至四 | 21:00-22:00 | 中國電視劇                  | 九州縹緲錄     | 9月26日起  |
| 星期六     | 22:00-00:15 | 韓國電視劇                  | 绿豆传         | 10月19日起 |
| 星期日     | 22:00-00:15 | 韓國電視劇                  | 請融合我       | 10月20日起 |
| 星期一至五 | 10:00-11:00 | 重播劇集 (cHK香港台/佳樂台) | 親愛的翻譯官   | 8月22日起  |
| 星期五     | 21:00-23:00 | 綜藝節目                    | 新相親大會2    | 10月4日起  |
| 星期六     | 20:00-22:00 | 綜藝節目                    | 明日之子3      | 8月10日起  |
| 星期日     | 20:00-22:00 | 綜藝節目                    | 创造营 2019    | 7月21日起  |
| 星期一     | 23:00-00:00 | 綜藝節目                    | 愛玩客         | 12月24日起 |
| 星期二     | 23:00-00:00 | 綜藝節目                    | 就匠变新家3    | 6月25日起  |
| 星期三     | 23:00-00:00 | 時尚節目                    | 拜托了！女神   | 1月2日起   |
| 星期四     | 23:00-00:00 | 美食節目                    | 蜜食记 1       | 10月10日起 |
| 星期五     | 23:00-00:00 | 旅遊節目                    | 请问今晚住谁家 | 10月18日起 |
| 星期六、日 | 13:00-15:00 | 電影                        | 亞洲人氣電影   | 不定期播出 |